# Valentina Matvijenková
Valentina Ivanovna Matvijenková (bez přechýlení Valentina Ivanovna Matvijenko, rusky Валентина Ивановна Матвиенко, * 7. dubna 1949 Šepetivka, Ukrajina) je ruská politička, členka politické strany Jednotné Rusko. V letech 2003 až 2011 byla starostkou Petrohradu, od roku 2011 je předsedkyní Rady federace.
Valentina Matvijenková je známá svými konzervativními názory v otázkách náboženství, práv žen a práv sexuálních menšin.

## Životopis
Valentina se narodila 7. dubna 1949 v městě Šepetivka (rusky Шепетовкa) v tehdejší Kamenec-Podolské oblasti Ukrajinské SSR v rodině Ivana Jakovleviče Tjutina, který působil ve vojenské posádce v západoukrajinském městě Šepetivka, a jeho ženy Antoniny Kondratěvny, rozené Bublej.
Později rodina žila v Čerkasech, v roce 1967 zde Valentina absolvovala s vyznamenáním zdravotní školu. Ivan Tjutin zemřel, když Valentina, která byla nejmladší z jeho tří dcer, chodila do druhé třídy.
Během studií na Petrohradské (tehdy Leningradské) státní chemicko-farmaceutické univerzitě (Санкт-Петербургский государственный химико-фармацевтический университет) se Valentina provdala za svého spolužáka Vladimíra Vasiljeviče Matvijenka. Studia dokončila v roce 1972. V roce 1973 se Matvijenkovým narodil syn Sergej.
Valentina Matvijenková měla původně v úmyslu pokračovat ve studiu a věnovat se vědecké práci, avšak poté, kdy byla vyzvána, aby se ujala funkce tajemnice okresního výboru leningradského Komsomolu, svá další studia přerušila. Jako tajemnice a později první tajemnice okresního výboru Komsomolu pracovala do roku 1978, po roce 1978 pokračovala v politické kariéře v rámci leningradského oblastního výboru Komsomolu. V letech 1981 ažř 1984 byla jeho první tajemnicí, v roce 1984 přešla v Leningradě na post první tajemnice Krasnogvardějského okresního výboru Komunistické strany Sovětského svazu.
V letech 1989 až 1991 byla po celou dobu existence tohoto orgánu členkou Sjezdu lidových poslanců SSSR a zároveň byla předsedkyní výboru Nejvyššího sovětu Sovětského svazu, zabývajícího se postavením žen, ochranou rodiny a dětí.

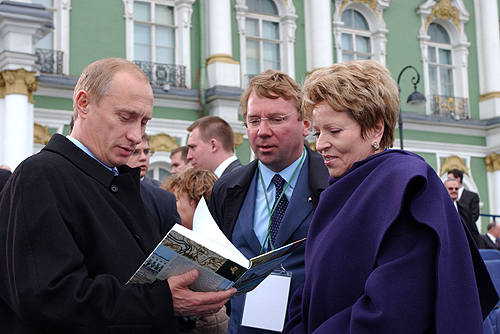
Vladimir Putin a Valentina Matvijenková na Palácovém náměstí v Petrohradě, květen 2003

Po rozpadu Sovětského svazu v roce 1991 se věnovala diplomatické kariéře. V letech 1991 – 1994 byla mimořádnou a zplnomocněnou velvyslankyní v Maltské republice (zpočátku zastupovala SSSR, po roce 1991 Ruskou federaci), v letech 1994 a 1995 vykonávala významné funkce na ruském ministerstvu zahraničí a poté byla od října 1997 do září 1998 mimořádnou a zplnomocněnou velvyslankyní v Řecku.
Od roku 1998 zastávala významné pozice v ruské vládě a v úřadu prezidenta Ruské federace. V roce 2003 se stala členkou Rady bezpečnosti Ruské federace a v říjnu uvedeného roku byla zvolena gubernátorkou Petrohradu. V roce 2006 ji prezident Vladimír Putin potvrdil v této funkci na další období. Dne 20. listopadu 2009 Valentina Matvijenková vstoupila do strany Jednotné Rusko.

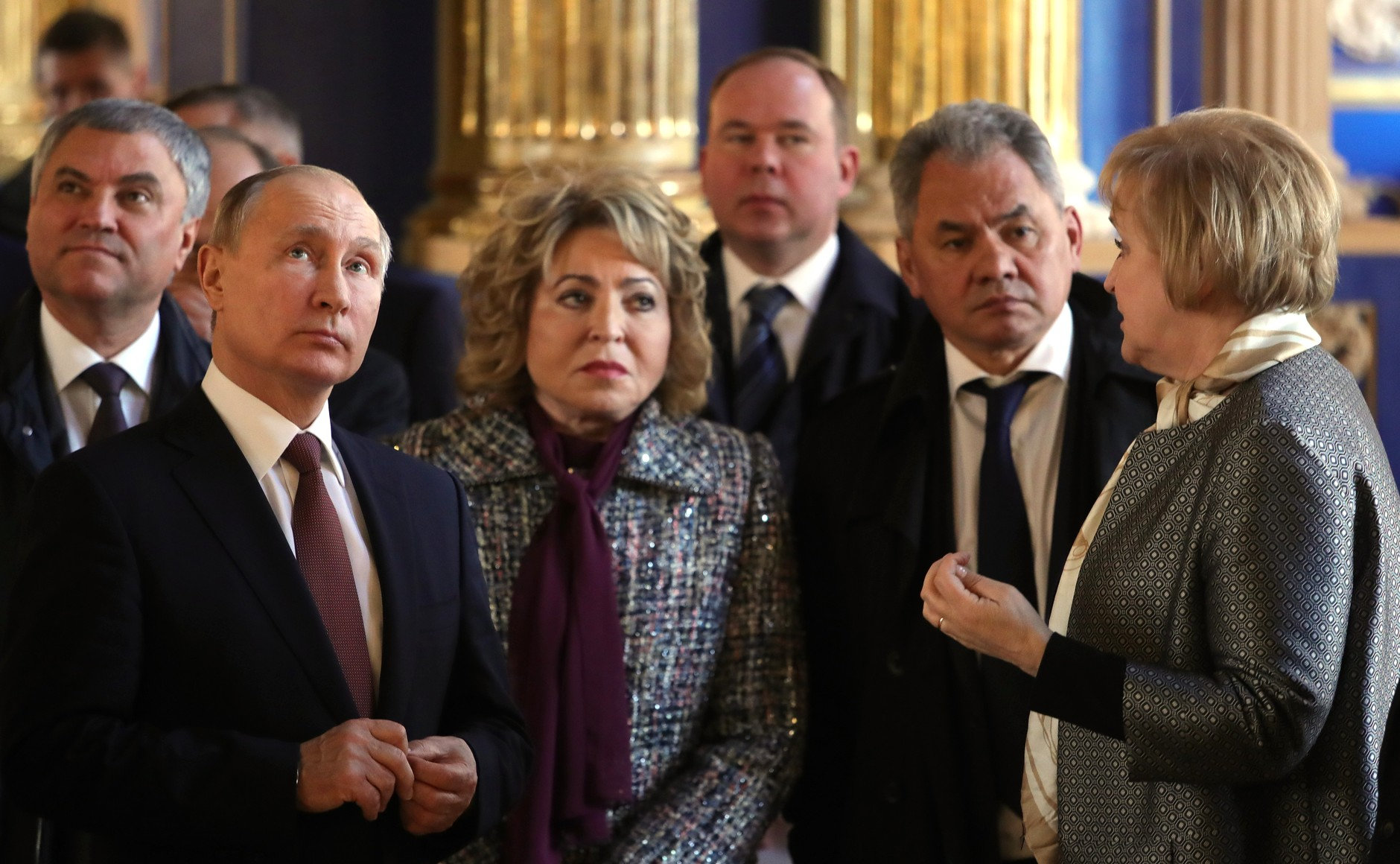
Návštěva kostela Kristova vzkříšení v Kateřinském paláci v Carském Selu (rok 2019). V popředí zleva doprava: Vladimir Putin, Valentina Matvijenková a Sergej Šojgu.

Valentina Matvijenková byla petrohradskou gubernátorkou až do 22. srpna 2011 a o týden později se .stala členkou Rady federace Federálního shromáždění Ruské federace. Dne 21. září 2011 byla zvolena jako jediná kandidátka na tento post předsedkyní Rady federace a stala se tak historicky první ženou ve funkci předsedy horní komory ruského parlamentu. V roce 2011 petrohradský městský soud konstatoval, že Matvijenková během výkonu gubernátorské funkce porušovala zásady hospodaření s nemovitým majetkem města a platnou legislativu. V roce 2012 pak Vrchní soud Ruské federace potvrdil verdikt, že v uvedeném období byla v Petrohradě nezákonně zrušena památková ochrana 38 historických budov. které byly následně zbourány a na jejich místě byly realizovány různé novodobé developerské projekty.
Během prvního období předsednictví Matvijenkové Rada federace dvakrát udělila souhlas prezidentu Ruské federace k vojenským operacím v zahraničí. Poprvé se tak stalo v březnu roku 2014 v souvislosti s angažováním ruských vojenských sil na území Ukrajiny, o rok později, v září roku 2015, se jednalo o konflikt na území Sýrie. Valentina Matvijenková byla od samého počátku výraznou podporovatelkou obsazení ukrajinského Krymu a jeho připojení k Ruské federaci.

## Sankce
Na Matvijenkovu byly uvaleny sankce EU kvůli anexi Krymu. Byl jí zakázán vstup do Evropské unie, USA, Austrálie, Kanady, Ukrajiny a Švýcarska a veškerý majetek v zahraničí území byl zmrazen. Spojenými státy a Kanadou byla zařazena na sankční seznam dne 17. března 2014, Evropskou unií dne 21. března 2014, Švýcarskem dne 2. dubna 2014, Lichtenštejnskem dne 17. dubna 2014, Austrálií dne 19. června 2014 a Ukrajinou dne 16. října 2016. 

### Zajímavost
Podle rozhodnutí zastupitelstva jejého rodného města Šepetivka a ze dne 2. března 2014 byla zapsána na "tabuli ostudy města" jako číslo jedna.

## Vyznamenání
| Stát          | Stuha                                  | Název                                                                                     | Datum udělení      | Poznámka |
| ------------- | -------------------------------------- | ----------------------------------------------------------------------------------------- | ------------------ | --- |
| Ázerbájdžán   |                                        | Řád přátelství                                                                            | 2019, 7. dubna     | za zvláštní zásluhy při posilování spolupráce mezi Ázerbájdžánem a Ruskem                                                                             |
| Bělorusko     |                                        | Řád přátelství mezi národy                                                                | 2009, 8. prosince  | za významný přínos k budování odborů, posílení přátelských vztahů a jednoty mezi národy Běloruska a Ruska                                             |
| Bělorusko     |                                        | Řád Františka Skoriny                                                                     | 2019, 3. dubna     | za významný osobní přínos k posílení přátelských vztahů a rozvoji spolupráce mezi Běloruskem a Ruskem                                                 |
| Finsko        |                                        | velkokříž Řádu finského lva                                                               | 2009, 1. prosince  | |
| Francie       |                                        | Řád čestné legie                                                                          | 2009               | |
| Kazachstán    |                                        | Řád přátelství I. třídy                                                                   | 2019, 12. července | za velký přínos k posílení a rozvoji bilaterálních vztahů mezi Kazachstánem a Ruskem                                                                  |
| Kazachstán    |                                        | Řád přátelství II. třídy                                                                  | 2016               | |
| Malta         |                                        | Národní řád za zásluhy                                                                    | 2013, 13. prosince | |
| Rakousko      |                                        | velká čestná dekorace ve zlatě na stuze Čestného odznaku Za zásluhy o Rakouskou republiku | 2001               | |
| Rusko         |                                        | Řád za zásluhy o vlast IV. třídy                                                          | 2003               | |
| Rusko         |                                        | Řád za zásluhy o vlast III. třídy                                                         | 1999, 7. dubna     | za zásluhy o stát a mnoho let svědomité práce |
| Rusko         |                                        | Řád za zásluhy o vlast II. třídy                                                          | 2009, 19. března   | za zásluhy o stát a velký osobní přínos k sociálně-ekonomickému rozvoji města                                                                         |
| Rusko         |                                        | Řád za zásluhy o vlast I. třídy                                                           | 2014               | |
| Rusko         |                                        | Řád cti                                                                                   | 1996, 21. června   | za služby státu, velký přínos k provádění zahraniční politiky a zajištění národních zájmů Ruska, za odvahu a odhodlání při výkonu úředních povinností |
| Rusko         | Pamětní medaile 300. výročí Petrohradu |                                                                                           |                    | |
| Rusko         |                                        | Medaile Za upevňování přátelství ve zbrani                                                | 1999               | |
| Rusko         |                                        | Medaile za vojenskou spolupráci                                                           | 2003               | |
| Rusko         |                                        | Medaile Admirála flotily Sovětského svazu N. G. Kuzněcova                                 | 2005               | |
| Rusko         |                                        | Medaile 100. výročí ruské pohotovostní služby                                             | 2006               | |
| Řecko         |                                        | velkokříž Řádu cti                                                                        | 2007               | |
| Sovětský svaz |                                        | Řád rudého praporu práce                                                                  | 1981, 17. června   | |
| Sovětský svaz |                                        | Odznak cti                                                                                | 1976               | |
| Turkmenistán  |                                        | Řád Za velkou lásku k nezávislému Turkmenistánu                                           | 2009               | za velký přínos k posílení turkmensko-ruských vztahů                                                                                                  |
| Ukrajina      |                                        | Řád kněžny Olgy III. třídy                                                                | 2002, 6. prosince  | za významný osobní přínos k rozvoji ukrajinsko-ruské spolupráce a za aktivní účast na zajištění Roku Ukrajiny v Rusku                                 |